# 大阪府第8区
大阪府第8区（おおさかふだい8く）は、日本の衆議院議員総選挙における選挙区。1994年（平成6年）の公職選挙法改正で設置。

## 区域

### 現在の区域
2022年（令和4年）公職選挙法改正以降の区域は以下のとおりである。9区から池田市が編入されたため、大阪府下で1つの地方公共団体全体からなる選挙区域は13区（東大阪市）だけになる。
- 豊中市
- 池田市

### 2022年以前の区域
1994年（平成6年）公職選挙法改正から2022年の小選挙区改定までの区域は以下のとおりである。
- 豊中市

大阪有数のベッドタウン・豊中市で構成された。域内は北大阪急行沿線・阪急宝塚線沿線に二分されるが、総じて無党派層が多い地域である。中選挙区時代は後に選挙区に加わる池田市とともに旧3区に属していた。

## 歴史
小選挙区移行初の選挙となる1996年の第41回衆議院議員総選挙では、自由民主党新人でタレントの大村崑夫人の大村瑶子（本名:岡村瑤子）、民社党出身で当時新進党公認を得た中野寛成と、元摂津市長で社会党から旧民主党に移った井上一成の2人の前職らによる争いとなったが、中野が小選挙区で議席を得た。井上は重複立候補していた比例近畿ブロックで復活当選した。
2000年の第41回衆議院議員総選挙では、新たに民主党の公認を得た中野が2回連続で小選挙区で当選した。 この選挙では井上が保守党の公認候補として、出身地の摂津市が含まれる隣接の大阪7区に拠点を移したこともあり、中野が強固な地盤を元に、長年に渡り小選挙区で連続当選し続けてきた。
2005年の第44回衆議院議員総選挙では、いわゆる「小泉旋風」の下、自由民主党新人の大塚高司が初当選し、中野は重複立候補していた比例近畿ブロックでも復活できず落選し、小選挙区では初めて苦杯を舐めた。
2009年の第45回衆議院議員総選挙では、全国的な民主党への追い風もあり、中野は小選挙区での議席を奪還。大塚は比例復活できずに落選した。
2012年の第46回衆議院議員総選挙では、中野が妻の介護を理由に政界引退を表明し、前回比例近畿ブロックに単独立候補し当選した松岡広隆を後継候補として臨んだが、今度は全国的な民主党への逆風が吹く中での選挙となり、新たに日本維新の会が擁立した木下智彦が小選挙区で当選した。元職の大塚も重複していた比例近畿ブロックで復活当選を果たす一方で、松岡は前回中野が得た票を大幅に減らし、落選した。
2014年の第47回衆議院議員総選挙では、大阪府下の小選挙区としてはこの回最多となる5名の立候補者が争う中、大塚が第44回以来となる小選挙区当選を果たし、維新の党公認となった木下は約4,500票差で敗れたものの、重複していた比例近畿ブロックで復活当選を果たした。
2017年の第48回衆議院議員総選挙では、大塚が3回目の小選挙区当選を果たした。前回比例復活の木下はさらに得票を減らし、自民と維新の前職対決に埋没した立憲民主党新人の松井博史は大塚に大差をつけられ、ともに重複していた比例近畿ブロックでも復活できず落選した。
2021年の第49回衆議院議員総選挙では、同年1月に大塚が新型コロナウイルス蔓延に伴い東京都に緊急事態宣言が発令されていた中、夜に同僚の衆議院議員2人と銀座のレストランやクラブにて複数人との会食や長時間滞在していたことが発覚し、2月に自民党大阪府連会長職辞任の上離党した。無所属での出馬を目指していたものの、10月の衆議院解散直前で不出馬を表明。後継候補に豊中市議会議員の高麗啓一郎を擁立。松井と、政界を退いた木下の後継者となった大阪府議会議員の漆間譲司の3人が出馬。結果は漆間が倍の得票差を付けつつ相手2人の比例復活を阻止して小選挙区での初当選を果たした。高麗は全自民党小選挙区立候補者の中で静岡5区の吉川赳に次いで2番目に低い惜敗率であった。
2024年の第50回衆議院議員総選挙でも漆間が高麗らを破り再選を果たした。また、3位となった国民民主党の平岩征樹が比例復活で初当選を果たした。

## 小選挙区選出議員
| 選挙名                 | 年     | 当選者   | 党派         |
| ---------------------- | ------ | -------- | ------------ |
| 第41回衆議院議員総選挙 | 1996年 | 中野寛成 | 新進党       |
| 第42回衆議院議員総選挙 | 2000年 | 中野寛成 | 民主党       |
| 第43回衆議院議員総選挙 | 2003年 | 中野寛成 | 民主党       |
| 第44回衆議院議員総選挙 | 2005年 | 大塚高司 | 自由民主党   |
| 第45回衆議院議員総選挙 | 2009年 | 中野寛成 | 民主党       |
| 第46回衆議院議員総選挙 | 2012年 | 木下智彦 | 日本維新の会 |
| 第47回衆議院議員総選挙 | 2014年 | 大塚高司 | 自由民主党   |
| 第48回衆議院議員総選挙 | 2017年 | 大塚高司 | 自由民主党   |
| 第49回衆議院議員総選挙 | 2021年 | 漆間譲司 | 日本維新の会 |
| 第50回衆議院議員総選挙 | 2024年 | 漆間譲司 | 日本維新の会 |

## 選挙結果
時の内閣：第1次石破内閣 解散日：2024年10月9日 公示日：2024年10月15日
当日有権者数：42万222人 最終投票率：56.28%（前回比：3.47%） （全国投票率：53.85%（2.08%））
| 当落 | 候補者名   | 年齢 | 所属党派     | 新旧 | 得票数   | 得票率 | 惜敗率 | 推薦・支持 | 重複 |
| ---- | ---------- | ---- | ------------ | ---- | -------- | ------ | ------ | ---------- | ---- |
| 当   | 漆間譲司   | 50   | 日本維新の会 | 前   | 84,503票 | 36.56% | ――     |            |      |
|      | 高麗啓一郎 | 44   | 自由民主党   | 新   | 66,582票 | 28.81% | 78.79% | 公明党推薦 | ○    |
| 比当 | 平岩征樹   | 44   | 国民民主党   | 新   | 40,552票 | 17.55% | 47.99% |            | ○    |
|      | 平川節代   | 76   | 日本共産党   | 新   | 24,277票 | 10.50% | 28.73% |            |      |
|      | 谷浩一郎   | 43   | 参政党       | 新   | 15,197票 | 6.58%  | 17.98% |            | ○    |

時の内閣：第1次岸田内閣 解散日：2021年10月14日 公示日：2021年10月19日
当日有権者数：33万7105人 最終投票率：59.75%（前回比：7.68%） （全国投票率：55.93%（2.25%））
| 当落 | 候補者名   | 年齢 | 所属党派     | 新旧 | 得票数    | 得票率 | 惜敗率 | 推薦・支持               | 重複 |
| ---- | ---------- | ---- | ------------ | ---- | --------- | ------ | ------ | ------------------------ | ---- |
| 当   | 漆間譲司   | 47   | 日本維新の会 | 新   | 105,073票 | 53.23% | ――     |                          | ○    |
|      | 高麗啓一郎 | 41   | 自由民主党   | 新   | 53,877票  | 27.29% | 51.28% | 公明党推薦               | ○    |
|      | 松井博史   | 53   | 立憲民主党   | 新   | 38,458票  | 19.48% | 36.60% | 社会民主党大阪府連合推薦 | ○    |

- 大塚は2021年2月、不祥事により自由民主党を離党、同選挙には不出馬[7]。
- 高麗は全自民党小選挙区立候補者の中で静岡5区の吉川赳に次いで2番目に低い惜敗率であった[注 1]。

時の内閣：第3次安倍第3次改造内閣 解散日：2017年9月28日 公示日：2017年10月10日
当日有権者数：33万3595人 最終投票率：52.07%（前回比：0.57%） （全国投票率：53.68%（1.02%））
| 当落 | 候補者名 | 年齢 | 所属党派     | 新旧 | 得票数   | 得票率 | 惜敗率 | 推薦・支持               | 重複 |
| ---- | -------- | ---- | ------------ | ---- | -------- | ------ | ------ | ------------------------ | ---- |
| 当   | 大塚高司 | 53   | 自由民主党   | 前   | 67,054票 | 39.30% | ――     | 公明党推薦               | ○    |
|      | 木下智彦 | 48   | 日本維新の会 | 前   | 57,187票 | 33.51% | 85.28% |                          | ○    |
|      | 松井博史 | 49   | 立憲民主党   | 新   | 31,197票 | 18.28% | 46.53% | 社会民主党大阪府連合推薦 | 〇   |
|      | 新居真   | 57   | 日本共産党   | 新   | 15,197票 | 8.91%  | 22.66% |                          |      |

時の内閣：第2次安倍改造内閣 解散日：2014年11月21日 公示日：2014年12月2日
当日有権者数：32万2648人 最終投票率：52.64% （全国投票率：52.66%（6.66%））
| 当落 | 候補者名 | 年齢 | 所属党派   | 新旧 | 得票数   | 得票率 | 惜敗率 | 推薦・支持 | 重複 |
| ---- | -------- | ---- | ---------- | ---- | -------- | ------ | ------ | ---------- | ---- |
| 当   | 大塚高司 | 50   | 自由民主党 | 前   | 67,055票 | 40.58% | ――     | 公明党推薦 | ○    |
| 比当 | 木下智彦 | 45   | 維新の党   | 前   | 62,522票 | 37.84% | 93.24% |            | ○    |
|      | 山端光子 | 56   | 日本共産党 | 新   | 19,897票 | 12.04% | 29.67% |            |      |
|      | 服部良一 | 64   | 社会民主党 | 元   | 11,286票 | 6.83%  | 16.83% | 緑の党推薦 | ○    |
|      | 上田孝之 | 56   | 次世代の党 | 新   | 4,465票  | 2.70%  | 6.66%  |            | ○    |

- 服部は第45回は比例近畿ブロック単独候補として当選、第46回も同様に比例単独候補であったが落選。

時の内閣：野田第3次改造内閣 解散日：2012年11月16日 公示日：2012年12月4日 （全国投票率：59.32%（9.96%））
| 当落 | 候補者名   | 年齢 | 所属党派     | 新旧 | 得票数   | 得票率 | 惜敗率 | 推薦・支持 | 重複 |
| ---- | ---------- | ---- | ------------ | ---- | -------- | ------ | ------ | ---------- | ---- |
| 当   | 木下智彦   | 43   | 日本維新の会 | 新   | 76,451票 | 39.93% | ――     | みんなの党 | ○    |
| 比当 | 大塚高司   | 48   | 自由民主党   | 元   | 71,091票 | 37.13% | 92.99% | 公明党推薦 | ○    |
|      | 松岡広隆   | 30   | 民主党       | 前   | 25,432票 | 13.28% | 33.27% | 国民新党   | ○    |
|      | 五十川和洋 | 53   | 日本共産党   | 新   | 18,505票 | 9.66%  | 24.21% |            |      |

- 松岡は第45回は比例近畿ブロック単独候補として当選。

時の内閣：麻生内閣 解散日：2009年7月21日 公示日：2009年8月18日 （全国投票率：69.28%（1.77%））
| 当落 | 候補者名 | 年齢 | 所属党派   | 新旧 | 得票数    | 得票率 | 惜敗率 | 推薦・支持 | 重複 |
| ---- | -------- | ---- | ---------- | ---- | --------- | ------ | ------ | ---------- | ---- |
| 当   | 中野寛成 | 68   | 民主党     | 元   | 114,851票 | 53.30% | ――     |            | ○    |
|      | 大塚高司 | 44   | 自由民主党 | 前   | 77,405票  | 35.92% | 67.40% | 公明党推薦 | ○    |
|      | 久門松寿 | 65   | 日本共産党 | 新   | 19,498票  | 9.05%  | 16.98% |            |      |
|      | 高橋伸典 | 46   | 幸福実現党 | 新   | 3,714票   | 1.72%  | 3.23%  |            |      |

時の内閣：第2次小泉改造内閣 解散日：2005年8月8日 公示日：2005年8月30日 （全国投票率：67.51%（7.65%））
| 当落 | 候補者名 | 年齢 | 所属党派   | 新旧 | 得票数    | 得票率 | 惜敗率 | 推薦・支持 | 重複 |
| ---- | -------- | ---- | ---------- | ---- | --------- | ------ | ------ | ---------- | ---- |
| 当   | 大塚高司 | 41   | 自由民主党 | 新   | 103,120票 | 49.61% | ――     |            | ○    |
|      | 中野寛成 | 64   | 民主党     | 前   | 82,290票  | 39.59% | 79.80% |            | ○    |
|      | 斉宮澄江 | 48   | 日本共産党 | 新   | 22,448票  | 10.80% | 21.77% |            |      |

時の内閣：第1次小泉第2次改造内閣 解散日：2003年10月10日 公示日：2003年10月28日 （全国投票率：59.86%（2.63%））
| 当落 | 候補者名 | 年齢 | 所属党派   | 新旧 | 得票数   | 得票率 | 惜敗率 | 推薦・支持 | 重複 |
| ---- | -------- | ---- | ---------- | ---- | -------- | ------ | ------ | ---------- | ---- |
| 当   | 中野寛成 | 62   | 民主党     | 前   | 81,319票 | 48.58% | ――     |            | ○    |
|      | 大塚高司 | 39   | 自由民主党 | 新   | 63,324票 | 37.83% | 77.87% |            | ○    |
|      | 斉宮澄江 | 46   | 日本共産党 | 新   | 22,748票 | 13.59% | 27.97% |            |      |

時の内閣：第1次森内閣 解散日：2000年6月2日 公示日：2000年6月13日 （全国投票率：62.49%（2.84%））
| 当落 | 候補者名 | 年齢 | 所属党派   | 新旧 | 得票数   | 得票率 | 惜敗率 | 推薦・支持 | 重複 |
| ---- | -------- | ---- | ---------- | ---- | -------- | ------ | ------ | ---------- | ---- |
| 当   | 中野寛成 | 59   | 民主党     | 前   | 83,566票 | 48.40% | ――     |            | ○    |
|      | 上瀬剛   | 30   | 自由民主党 | 新   | 54,859票 | 31.78% | 65.65% |            | ○    |
|      | 姫井敬治 | 65   | 日本共産党 | 新   | 29,649票 | 17.17% | 35.48% |            |      |
|      | 菊池雅之 | 40   | 自由連合   | 新   | 4,573票  | 2.65%  | 5.47%  |            |      |

時の内閣：第1次橋本内閣 解散日：1996年9月27日 公示日：1996年10月8日 （全国投票率：59.65%（8.11%））
| 当落 | 候補者名 | 年齢 | 所属党派   | 新旧 | 得票数   | 得票率 | 惜敗率 | 推薦・支持 | 重複 |
| ---- | -------- | ---- | ---------- | ---- | -------- | ------ | ------ | ---------- | ---- |
| 当   | 中野寛成 | 55   | 新進党     | 前   | 74,723票 | 44.15% | ――     |            |      |
| 比当 | 井上一成 | 64   | 民主党     | 前   | 34,563票 | 20.42% | 46.25% |            | ○    |
|      | 浅野弘樹 | 68   | 日本共産党 | 新   | 29,622票 | 17.50% | 39.64% |            |      |
|      | 大村瑶子 | 59   | 自由民主党 | 新   | 25,881票 | 15.29% | 34.64% |            | ○    |
|      | 嶋貫健   | 29   | 自由連合   | 新   | 4,450票  | 2.63%  | 5.96%  |            | ○    |

- 井上は第42回は保守党、第43回は自民党の公認候補として、大阪7区から立候補するもいずれも落選。